# باونت
باونت (به فرانسوی: Bavent) یک کمون در فرانسه است که در کالوادوس واقع شده‌است. باونت ۱۸٫۴۵ کیلومتر مربع مساحت دارد ۴۰ متر بالاتر از سطح دریا واقع شده‌است.